# 大场镇 (上海市)
大场镇，是中国上海宝山区下辖的一个镇，面积27.22平方公里，2008年户籍人口10.53万人。
大场是宝山区最南的一个镇，位于全区西南部，东为静安区，西为嘉定区，南为普陀区，北以蕰藻浜为界与顾村镇相邻。大场镇人民政府原先驻沪太路1858号，2010年12月20日，大场镇人民政府迁至大华路1469号。
“大场”，相传宋时设盐场于此，因盐场甚大，故名。据清光绪《宝山县志》记载：“大场镇，在县治西南三十里，宋时置盐场于此，而得名”。

## 行政区划
大场镇下辖60个居民委员会和10个村民委员会：
居民委员会：大华一村一居委会、大华一村二居委会、大华一村三居委会、大华一村四居委会、大华一村五居委会、大华二村一居委会、大华二村二居委会、大华二村四居委会、大华二村五居委会、大华二村七居委会、大华三村四居委会、大华三村七居委会、大华四村一居委会、乾溪新村一居委会、乾溪新村二居委会、乾溪新村四居委会、乾溪新村六居委会、东街居委会、西街居委会、联建居委会、联合居委会、祁连一村一居委会、祁连一村二居委会、祁连二村一居委会、祁连二村二居委会、祁连三村第一居委会、祁连四村居委会、大华一村七居委会、大华二村八居委会、大华三村一居委会、大华三村二居委会、大华三村三居委会、大华三村五居委会、大华三村六居委会、乾溪新村五居委会、大华二村嘉华苑居委会、大华二村第六居委会、大华四村第二居委会、大华四村第三居委会、大华四村第四居委会、大华四村第五居委会、大华四村第六居委会、联乾居委会、乾溪新村第八居委会、祁连三村第二居委会、祁连三村第三居委会、锦秋第一居委会、乾溪新村第七居委会、新华居委会、乾宁苑居委会、祁连一村第三居委会、祁连二村第三居委会、大华四村第七居委会、大华二村滨江雅苑居委会、大华一村第六居委会、和泰苑居委会、城市绿洲第一居委会、大华二村铂金华府居委会、慧华苑居委会、大华五村第一居委会。
村民委员会：联东村村委会、场南村村委会、东方红村村委会、场中村村委会、联西村村委会、南大村村委会、红光村村委会、葑村村村委会、丰收村村委会、丰明村村委会。

## 公共設施
- 正司级的上海大学。大场镇北部（原祁连镇）亦随上大而兴。
- 上海大場機場
- 经纬汇，位於南陈路站附近，香港经纬集团首个商业项目。[4]整体建筑25万平方米，於2019年12月21日開業。[5]

## 社區
- 大華新村

## 外部連結
- 上海市宝山区大场镇人民政府